# Trường Lý Hóa Công nghiệp Paris
ESPCI Paris, hay còn được biết với cái tên PC, (tên chính thức là École supérieure de Physique et de Chimie Industrielles de la Ville de Paris: Trường Vật lý và Hóa học Công nghiệp Thành phố Paris hay Trường Lý Hóa Paris), là một trong những grande école nổi tiếng nhất tại Pháp, bên cạnh ENS và Trường Bách khoa Paris (Ecole Polytechnique). ESPCI Paris là một tổ chức giáo dục đại học uy tín được thành lập vào năm 1882 bởi thành phố Paris, Pháp. Trường đào tạo sinh viên đại học và sau đại học về Vật lý, Hóa học, Sinh học và thực hiện các nghiên cứu cấp cao trong các lĩnh vực đó. Trường được xếp hạng là École d'Ingénieurs - Trường kỹ sư tốt nhất của Pháp theo Bảng xếp hạng Thượng Hải năm 2017.
ESPCI Paris là một trường đại học thành viên của Đại học PSL và là thành viên sáng lập của hệ thống trường ParisTech (Viện Công nghệ Paris).
5 nhà nghiên cứu và cựu sinh viên từ ESPCI Paris đã được trao giải Nobel:
- Pierre và Marie Curie (Nobel Vật lý, 1903),
- Marie Curie - giải Nobel thứ hai (Nobel Hóa học, 1911),
- Frédéric Joliot-Curie (Nobel Hóa học, 1935),
- Pierre-Gilles de Gennes (Nobel Vật lý, 1991),
- Georges Charpak (Nobel Vật lý, 1992).

Hai phần ba học sinh được nhận vào Trường phải trải qua một kỳ thi đầu vào vô cùng khốc liệt (kỳ thi kết hợp giữa 3 trường X -ESPCI- ENS) sau ít nhất hai năm Dự bị đại học - Lớp học Préparatoires. Các sinh viên khác được tuyển thông qua hình thức nộp đơn đăng ký. Trường còn được gọi với tên khác là Trường Lý-Hóa (Physique-Chimie) hoặc đơn giản hơn là PC.
ESPCI Paris thiết lập mối quan hệ với nhiều Tập đoàn Đối tác Công nghiệp như Schlumberger, Rhodia, Total, Thales, Arkema, Michelin, Withings, đây là các Tập đoàn tài trợ cho các sinh viên xuất sắc trong trường và đứng sau những Hợp đồng và Dự án Nghiên cứu với các phòng thí nghiệm của ESPCI. ESPCI Paris cũng có quan hệ đối tác với L'Oréal và Saint-Gobain để cho mục đích tuyển dụng chuyên nghiệp.

## Lịch sử
Vào cuối thế kỷ 19, sau khi Đức sáp nhập Alsace và Lorraine vào lãnh thổ của mình, Pháp đã mất sự kiểm soát với École de Chimie de Mulhouse (Trường Hóa học Mulhouse) - trường hóa học tốt nhất tại Pháp tại thời điểm đó. Một trong những giáo sư của trường Mulhouse, Charles Lauth, đã được chính phủ chấp thuận để thành lập một Grande École thay thế vào năm 1878. Năm 1882, École Supérieure de Chimie Industrielles de la Ville de Paris được thành lập và sau đó tên trường trở thành ESPCI như hiện tại, vào năm 1948. Kể từ khi thành lập, những người sáng lập trường đã nhấn mạnh đến tính đa ngành. Sinh học được bổ sung vào chương trình giảng dạy vào năm 1994.
Sau khi thành lập, Trường nhanh chóng trở thành nơi gặp mặt của những nhà khoa học giỏi nhất thế giới. Từ năm 1880 trở đi, Pierre và Jacques Curie bắt đầu một loạt nghiên cứu về các đặc tính điện của tinh thể dẫn đến khám phá ra áp điện. Năm 1897, Marie Curie bắt đầu nghiên cứu tia uranium - Becquerel đã phát hiện một năm trước đó. Sau nhiều thí nghiệm trong các phòng thí nghiệm của ESPCI, bà đã phát hiện ra rằng pitchblende có phóng xạ gấp 4 lần uranium hoặc thorium. Vào tháng 7 năm 1898, vợ chồng Curies đã công bố phát hiện ra polonium và sau đó, vào tháng 12 cùng năm thì phát hiện ra radium. Pierre và Marie Curie cùng nhận giải Nobel Vật lý năm 1903. Sau cái chết của chồng, Marie Curie được trao giải Nobel Hóa học năm 1911.
Nhiều cựu sinh viên đã nổi bật, trong số đó có Georges Claude (Khóa 5), người sáng lập Air Liquide, Paul Langevin (Khóa 7), nhà vật lý và nhà phát minh và Frédéric Joliot-Curie (Khóa 39), người sáng lập CEA và giải Nobel Hóa năm 1935 với vợ Irène.
Năm 1976, Pierre-Gilles de Gennes (Giải Nobel 1991) trở thành Giám đốc - Hiệu trường của Trường và giữ chức vụ này cho đến khi nghỉ hưu vào năm 2002.
Năm 2015, thành phố Paris đã công bố một kế hoạch xây mới, nhằm hiện đại hóa các tòa nhà và phòng thí nghiệm của trường. Công việc xây mới sẽ bắt đầu vào năm 2018 và kéo dài 5 năm.

## Giáo dục
Chương trình học kéo dài bốn năm. Hai năm đầu tiên cung cấp cho sinh viên một cơ sở kiến thức cơ bản vững chắc về Vật Lý, Hóa Học và Sinh Học. Và sau đó, họ có thể lựa chọn chuyên ngành Vật Lý, Hóa Học hoặc kết hợp Lý-Hóa. Bên cạnh đó, những chuyên đề thực nghiệm, nghiên cứu trong phòng thí nghiệm cũng được chú trọng nên sinh viên ESPCI được đánh giá rất toàn diện. Trong năm thứ ba, sinh viên bắt đầu chuyến thực tập công nghiệp trong các Tập đoàn lớn của Pháp cũng như trên toàn thế giới, kéo dài từ 4 đến 6 tháng. Hơn 50% sinh viên thực tập ở nước ngoài, ở các nước Châu Âu, Hoa Kỳ, Nhật Bản, Trung Quốc, Úc hoặc các nước khác. Trong năm thứ tư, sinh viên có thể bắt đầu trở thành Nghiên cứu sinh Tiến sĩ hoặc làm Thạc sĩ ở nước ngoài hoặc tại Pháp. Năm 2002, một chương trình thạc sĩ về kỹ thuật sinh học đã được thành lập.
Chất lượng giáo dục tại ESPCI cho phép sinh viên của trường làm việc trong bất kỳ lĩnh vực công nghiệp nào (viễn thông, máy tính, hóa học, dược học, sinh học và các lĩnh vực khác), chủ yếu là trong Nghiên cứu và Phát triển (47% trong R&D, 10% trong sản xuất, 10% trong tư vấn, 5% trong công việc môi trường, 3% trong giảng dạy, 3% trong tin học, 22% trong các lĩnh vực khác như tiếp thị hoặc quản lý).

## Tuyển sinh
Phương thức tuyển sinh chính vào ESPCI (60 trong số 90 học sinh hàng năm) là một kỳ thi cạnh tranh giữa các ứng viên ghi danh thuộc chuyên ngành PC (Physics-Chemistry/Vật lý-Hóa học) của Lớp Dự bị Đại học Grandes Ecoles. Các kỳ thi giống như đối với Ecole Polytechnique nhưng các thành phần có trọng số khác nhau giữa Toán, Lý và Hóa Học.
Các ứng cử viên để kiểm tra cạnh tranh phải có Bằng Cử nhân hoặc bằng tốt nghiệp tương đương. Họ phải ở độ tuổi từ 17 đến 22 vào ngày 1 tháng 1 của năm thi. Các ứng viên nước ngoài phải dưới 26 tuổi và có thể tham gia kỳ thi này ba lần.
Để đăng ký ESPCI Paris, trường cũng cho phép sinh viên từ chuyên ngành MP (Toán-Vật lý), PSI (Vật lý và Khoa học Kỹ thuật), và BCPST (Sinh học, Hóa học, Vật lý và Khoa học Trái đất) của các lớp dự bị, hoặc đã hoàn thành 2 hoặc 3 năm vật lý hay hóa học tại một trường đại học của Pháp. Việc nhập học được dành riêng cho những học sinh xuất sắc nhất lớp được chọn theo kết quả học tập của họ.

## Giám đốc - Hiệu trưởng của ESPCI
- Paul Schützenberger (1882–1896), thành viên của Viện Hàn lâm Khoa học Pháp
- Charles Lauth (1897–1904)
- Albin Haller (1905–1924), thành viên của Viện Hàn lâm Khoa học Pháp
- Paul Langevin (1925–1946), thành viên của Viện Hàn lâm Khoa học Pháp
- René Lucas (1947–1968), thành viên Viện Hàn lâm Khoa học Pháp
- Georges Champetier (1969–1975), thành viên Viện Hàn lâm Khoa học Pháp
- Pierre-Gilles de Gennes (1976–2003), người đoạt giải Nobel, thành viên Viện Hàn lâm Khoa học Pháp
- Jacques Prost (2003-2013), thành viên Viện Hàn lâm Khoa học Pháp
- Jean-François Joanny từ năm 2013.
- Vincent Croquette từ năm 2019.

## Các giáo sư của ESPCI Paris
- Jérôme Bibette, nhà hóa học vật lý, người sáng lập 5 công ty khởi nghiệp RainDance Technologies, Ademtech, Capsum, HiFiBio và Calyxia.
- Bernard Cabane, thành viên Viện Hàn lâm Khoa học Pháp
- Georges Charpak, người đoạt giải Nobel
- Janine Cossy, giáo sư hóa học hữu cơ, Giải thưởng Novartis (2000), Giải thưởng Boehringer Ingelheim (2001)
- Mathias Fink, giáo sư âm học, giáo sư tại Collège de France, thành viên Viện Hàn lâm Khoa học Pháp, người sáng lập Sensitive Object, SuperSonic Imagine, Echosens và Time Reversal Com.
- Étienne Guyon, cựu giám đốc của École Normale Supérieure và Palais de la Découverte
- Ludwik Leibler, giáo sư về vật chất mềm, thành viên của Học viện Kỹ thuật Quốc gia
- Jacques Lewiner, giáo sư vật lý chất rắn, thành viên của Viện Hàn lâm Pháp Technologies, nhà sáng lập Inventel, Roowin, Cynove và Finsécur
- Pierre Papon, giáo sư vật lý nhiệt, cựu tổng giám đốc CNRS
- Jean Rossier, giáo sư sinh học, thành viên Viện Hàn lâm Khoa học Pháp
- Jérôme Lesueur, giáo sư vật lý lượng tử
- Dimitri Roditchev, giáo sư vật lý vật chất ngưng tụ

## Cựu sinh viên đáng chú ý
- Paul Lebeau (4 °), nhà hóa học, thành viên của Viện Hàn lâm Khoa học Pháp
- Lucien Lévy (1892–1965), kỹ sư vô tuyến điện và nhà sản xuất máy thu thanh người Pháp.
- Paul Boucherot (4 °), nhà vật lý, nhà tiên phong về phân phối điện DC
- Georges Claude (5 °), người sáng lập Air Liquide
- Paul Langevin (7 °), giáo sư tại Collège de France, thành viên Viện Hàn lâm Khoa học Pháp
- Georges Urbain (9 °), nhà hóa học, người phát hiện ra nguyên tố Lutetium, thành viên của Viện Hàn lâm Khoa học Pháp
- André-Louis Debierne (9 °), nhà hóa học, người phát hiện ra nguyên tố Actinium
- Fernand Holweck (26 °), nhà vật lý
- René Lucas (34 °), nhà vật lý, thành viên Viện Hàn lâm Khoa học Pháp
- Henri Moureu (36 °), nhà hóa học, thành viên Viện Hàn lâm Khoa học Pháp
- Frédéric Joliot (39 °), người đoạt giải Nobel (1935), người sáng lập CEA
- Jean-Jacques Trillat (39 °), nhà vật lý, thành viên Viện Hàn lâm Khoa học Pháp
- Georges Champetier (41 °), nhà hóa học, thành viên Viện Hàn lâm Khoa học Pháp
- Gaston Charlot (41 °), nhà hóa học, thành viên Viện Hàn lâm Khoa học Pháp
- Pierre Gy (62 °), nhà hóa học và nhà thống kê
- Philippe Dreyfus (66 °) tiên phong tin học
- Michel Winterberger (67 °), cố vấn khoa học Pechiney, thành viên của Viện Hàn lâm Công nghệ Pháp
- Michel Lavalou (69 °), cố vấn khoa học Rhône-Poulenc, thành viên Viện Hàn lâm Công nghệ Pháp
- Maurice Goldman (70 °), nhà vật lý, thành viên Viện Hàn lâm Khoa học Pháp
- Guy Sebban (83 °), Tổng thư ký Phòng Thương mại Quốc tế
- Alain Brillet (85 °), Huy chương vàng CNRS năm 2017, người điều khiển VIRGO trong 15 năm.
- Henri-Dominique Petit (87 °), Chủ tịch Bảo vệ Người nói
- Sylvain Visconti (87 °), cựu phó chủ tịch của Rhone-Poulenc
- Serge Le Berre (87 °), cựu CTO của Valeo.[4]
- Michel Baritiu (87 °), cựu phó chủ tịch Halliburton
- Christian Dailly (87 °), Giám đốc quốc tế của Arkema
- Laurent Vigroux (89 °), giám đốc Institut d'astrophysique de Paris
- Xavier Drago (90 °), giám đốc phát triển bền vững và thành viên hội đồng quản trị của Air Liquide
- Bernard Serin (90 °), chủ tịch Cockerill-Sambre (CMI) (cựu Usinor) và FC Metz
- Philippe Goebel (91 °), chủ tịch Total Petrochemicals Pháp
- Patrice Robichon (91 °), cố vấn khoa học của Pernod-Ricard
- Christian Reinaudo (92 °), Chủ tịch Agfa HealthCare
- Philippe Klein (95 °), phó chủ tịch điều hành của Renault, thành viên Hội đồng quản trị Volvo
- Hervé This (95 °), nhà hóa học vật lý
- Henri Rajbenbach (98 °), tổng giám đốc Công nghệ thông tin tại Ủy ban Châu Âu
- Éric Carreel (98 °), đồng sáng lập Withings, Sculpteo và Invoxia.
- Isabelle Guyon (100 °), nhà nghiên cứu và tiên phong trong lĩnh vực máy học.

## Các phòng thí nghiệm
ESPCI tổ chức các phòng thí nghiệm cấp cao:
- Học viện Langevin của Giáo sư Arnaud Tourin
- Viện Hóa học, Sinh học và Sáng tạo của GS. Jerome Bibette
- Phòng thí nghiệm Gulliver của GS. Elie Raphael
- Phòng thí nghiệm Vật lý và Vật liệu của GS. Ricardo Lobo
- Vật lý và Cơ học Phương tiện Không đồng nhất của GS. Philippe Petitjeans
- Phòng thí nghiệm Hóa chất và Vật chất mềm của GS. Ludwik Leibler
- Đơn vị Độ dẻo não của GS. Thomas Preat
- Khối phổ sinh học và Proteomics của GS. Joelle Vinh
- Khoa học và Kỹ thuật Vật chất mềm Lưu trữ ngày 9 tháng 1 năm 2015 tại Wayback Machine của GS. Christian Fretigny

## Ủy ban Khoa học Quốc tế ESPCI Paris
Chủ tịch:
- GS. Michael Cates, Giáo sư Toán học Lucasian tại Đại học Cambridge

Các thành viên:
- Pr. Jian Ping Gong, Giáo sư tại Phòng thí nghiệm Vật chất mềm & Ướt tại Đại học Hokkaido, Sapporo (Nhật Bản)
- GS. Laura H. Greene, giáo sư Vật lý tại Đại học Bang Florida, Nhà khoa học chính tại Phòng thí nghiệm Từ trường Cao cấp Quốc gia, Giáo sư vật lý tại Đại học Illinois tại Urbana-Champaign
- GS. Hui Cao, Giáo sư Vật lý Ứng dụng và Vật lý tại Đại học Yale
- GS. Ben Feringa Giáo sư Khoa học Phân tử tại Đại học Groningen
- GS. Krzysztof Matyjaszewski, Giáo sư Khoa học Tự nhiên tại Đại học Carnegie Mellon
- GS. Bruno Weber, Giáo sư tại Đại học Zurich, Viện Dược lý & Độc chất - Tưởng tượng Thực nghiệm và Nauroenergetics
- Tiến sĩ Armand Adjari, Phó chủ tịch Nghiên cứu & Phát triển của Saint-Gobain (Pháp)
- Tiến sĩ Éric Carreel, Chủ tịch-người sáng lập Inventel, Invoxia, Sculpteo & Withings
- Tiến sĩ Helen Routh, Giám đốc Điều hành Chăm sóc Sức khỏe Toàn cầu: Đổi mới, Phát triển Công nghệ & Quản lý Chung, Philips (Boston, Hoa Kỳ)